# Brian Vad Mathiesen
Brian Vad Mathiesen (* 10. Oktober 1978) ist ein dänischer Ingenieurwissenschaftler und Hochschullehrer an der Universität Aalborg. Er wird von Thomson Reuters als Highly Cited Researcher in der Kategorie Ingenieurwesen geführt, womit er in seinem Fachgebiet zu den bedeutendsten Wissenschaftlern der Welt zählt. Sein h-Index lag im März 2025 bei 69.

## Akademische Laufbahn
Mathiesen studierte Umweltmanagement an der Universität Aalborg und schloss dieses Studium 2003 mit dem Master of Engineering ab. 2004–2005 war er als Energie- und Umweltplaner in der Wirtschaft tätig und kehrte dann an für ein Promotionsstudium an die Universität Aalborg zurück, das er 2008 mit einer Arbeit über Fuel cells and electrolysers in future energy systems erfolgreich abschloss. 2006 war er als Gastwissenschaftler zudem am Forschungszentrum Risø DTU tätig, wo er an einem Forschungsprogramm zu Festoxidbrennstoffzellen teilnahm.
Im gleichen Jahr wurde er Assistant Professor für Energieplanung in Aalborg, 2009 und 2010 war er zudem Gastprofessor und -wissenschaftler an der Universität Zagreb. 2010 wurde Associate Professor an der Universität Aalborg. Seit 2014 ist er dort ordentlicher Professor für Energieplanung in 100 % erneuerbaren Energiesystemen. 
Mit Hans-Josef Fell, Mark Z. Jacobson und Eicke Weber ist Mathiesen Teil der Global 100 RE Strategy Group.

## Forschungstätigkeit
Mathiesens Forschungsschwerpunkt liegt in der Entwicklung, Planung und Analyse von vollständig regenerativen Energiesystemen. Er forscht am Umstieg von fossilen auf erneuerbare Energien (Energiewende) und insbesondere der großflächigen Integration variabler erneuerbarer Energien wie z. B. der Windenergie und untersucht u. a. mit Hilfe von Durchführbarkeitsanalysen die technische Machbarkeit von Energiesystemen, deren Primärenergie ausschließlich aus erneuerbaren Quellen stammt.   
Mathiesen ist Mitglied im Redaktionskreis der Fachzeitschriften Journal of Energy Storage und International Journal of Sustainable Energy Planning and Management und war mehrfach Gastherausgeber von Spezialausgaben in Energy und Applied Energy. 2020 wurde er Chefredakteur der neu aufgelegten wissenschaftlichen Fachzeitschrift Smart Energy.

## Publikationen (Auswahl)
- A. Hauch, R. Küngas, P. Blennow, A. B. Hansen, J. B. Hansen, B.V. Mathiesen, M. B. Mogensen: Recent advances in solid oxide cell technology for electrolysis. In: Science. Band 370, Nr. 186, 2020, doi:10.1126/science.aba6118.
- H. Lund, P. A. Østergaard, D. Connolly, B. V. Mathiesen: Smart energy and smart energy systems. In: Energy. Band 137, 2017, S. 556–565, doi:10.1016/j.energy.2017.05.123.
- B. V. Mathiesen, H. Lund, D. Conolly, H. Wenzel, P.A. Østergaard, B. Möller, S. Nielsen, I. Ridjan, P. Karnøe, K. Sperling, F. K. Hvelplund, Smart Energy Systems for coherent 100% renewable energy and transport solutions. In: Applied Energy 145, (2015), 139–154, doi:10.1016/j.apenergy.2015.01.075.
- D. Connolly, H. Lund, B.V. Mathiesen, S. Werner, B. Möller, U. Persson, T. Boermans, D. Trier, P.A. Østergaard, S. Nielsen, Heat Roadmap Europe: Combining district heating with heat savings to decarbonise the EU energy system. In: Energy Policy 65, (2014), 475–489, doi:10.1016/j.enpol.2013.10.035.
- H. Lund, B. V. Mathiesen, The role of Carbon Capture and Storage in a future sustainable energy system. In: Energy 44, Issue 1, (2012) 469–476, doi:10.1016/j.energy.2012.06.002.
- H. Lund, A. N. Andersen, P. A. Østergaard, B. V. Mathiesen, D. Conolly, From electricity smart grids to smart energy systems – A market operation based approach and understanding. In: Energy 42, Issue 1, (2012) 96–102, doi:10.1016/j.energy.2012.04.003.
- B. V. Mathiesen, H. Lund, K. Karlsson, 100% Renewable energy systems, climate mitigation and economic growth. In: Applied Energy 88, Issue 2, (2011) 488–501, doi:10.1016/j.apenergy.2010.03.001.
- D. Conolly, H. Lund, B.V. Mathiesen, M Leahy, A review of computer tools for analysing the integration of renewable energy into various energy systems. In: Applied Energy 87, Issue 4, (2010), 1059–1082, doi:10.1016/j.apenergy.2009.09.026.
- H. Lund, B. Möller, B.V. Mathiesen, A. Dyrelund, The role of district heating in future renewable energy systems. In: Energy 35, Issue 3, (2010), 1381–1390, doi:10.1016/j.energy.2009.11.023.
- B.V. Mathiesen, H. Lund, Comparative analyses of seven technologies to facilitate the integration of fluctuating renewable energy sources. In:  IET Renewable Power Generation 3, Issue 2, (2009), 190–204, Link.
- H. Lund, B.V. Mathiesen, Energy system analysis of 100% renewable energy systems - The case of Denmark in years 2030 and 2050. In: Energy 34, Issue 5, (2009), 524–531, doi:10.1016/j.energy.2008.04.003.
- B.V. Mathiesen, H. Lund, P. Nørgaard, Integrated transport and renewable energy systems. In: Utilities Policy 16, Issue 2, (2008), 107–116, doi:10.1016/j.jup.2007.11.007.